# Sonnenfinsternis vom 19. August 1887
Die totale Sonnenfinsternis vom 19. August 1887 war in Europa und Asien und der Arktis sichtbar. Der Pfad der Totalität zog sich von Deutschland über Polen (damals geteilt zwischen dem Deutschen und Russischen Reich), Litauen und Weißrussland (beide damals Russisches Reich), Russland, China und Japan bis in den Pazifik. Die längste Dauer der Sonnenfinsternis mit 3 Minuten und 50 Sekunden wurde ca. 200 km südwestlich der Stadt Tschita in der Region Transbaikalien erreicht.
Die Sonnenfinsternis vom 19. August 1887 gehört zum Saros-Zyklus 143.
Die nächste zentrale (ringförmige) Sonnenfinsternis in Deutschland war die Sonnenfinsternis vom 17. April 1912. Die nächste totale Sonnenfinsternis in Deutschland war die Sonnenfinsternis vom 11. August 1999.

## Beobachtungen
Die Erwartungen auf die Sonnenfinsternis in Berlin, mit seinen mehr als 1,3 Mio. Einwohnern, wurden deutlich enttäuscht: Man sah ihr mit großen Hoffnungen entgegen, die aber trübes Wetter vollständig vereitelte. Die Sonne ging verfinstert hinter einem dichten Wolkenschleier auf, und pechschwarze Finsternis lag etwa fünf Minuten über der Erde.
Weiter im Osten, insbesondere in Russland, konnte die Finsternis besser beobachtet werden.
Aus den Vereinigten Staaten wurde eine Expedition nach Japan entsandt.

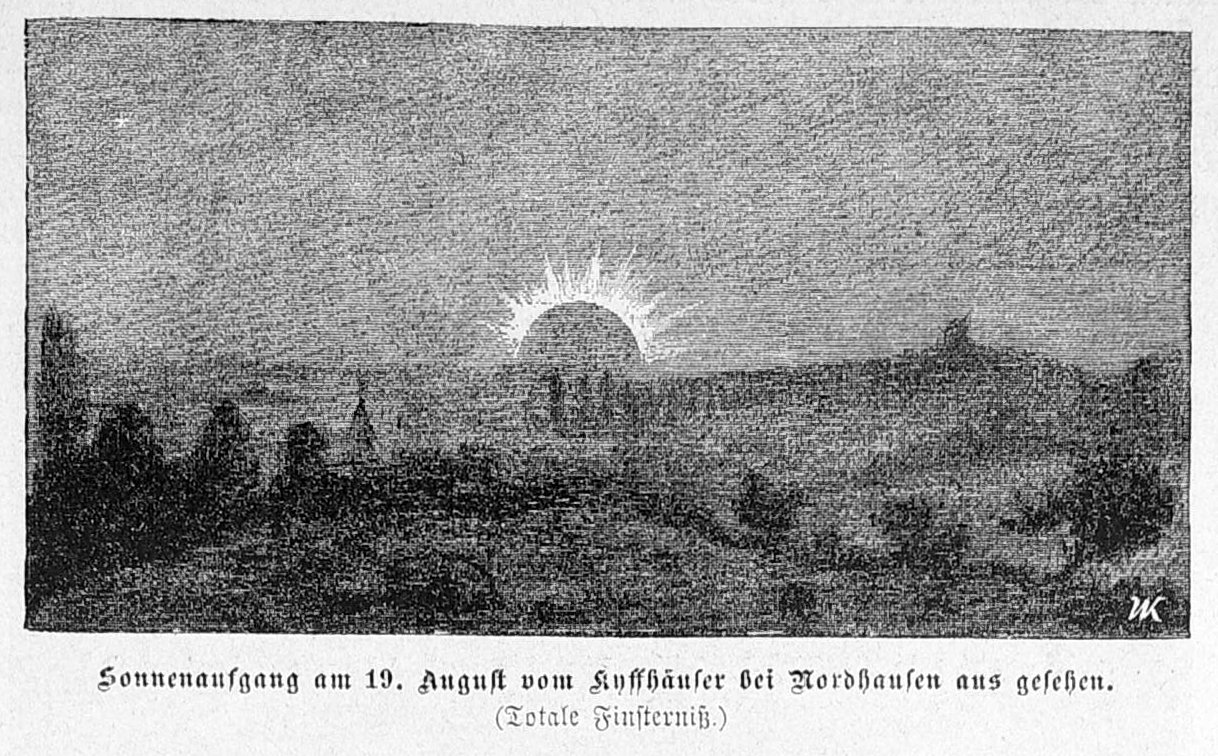
Sonnenfinsternis 1887, Nordhausen
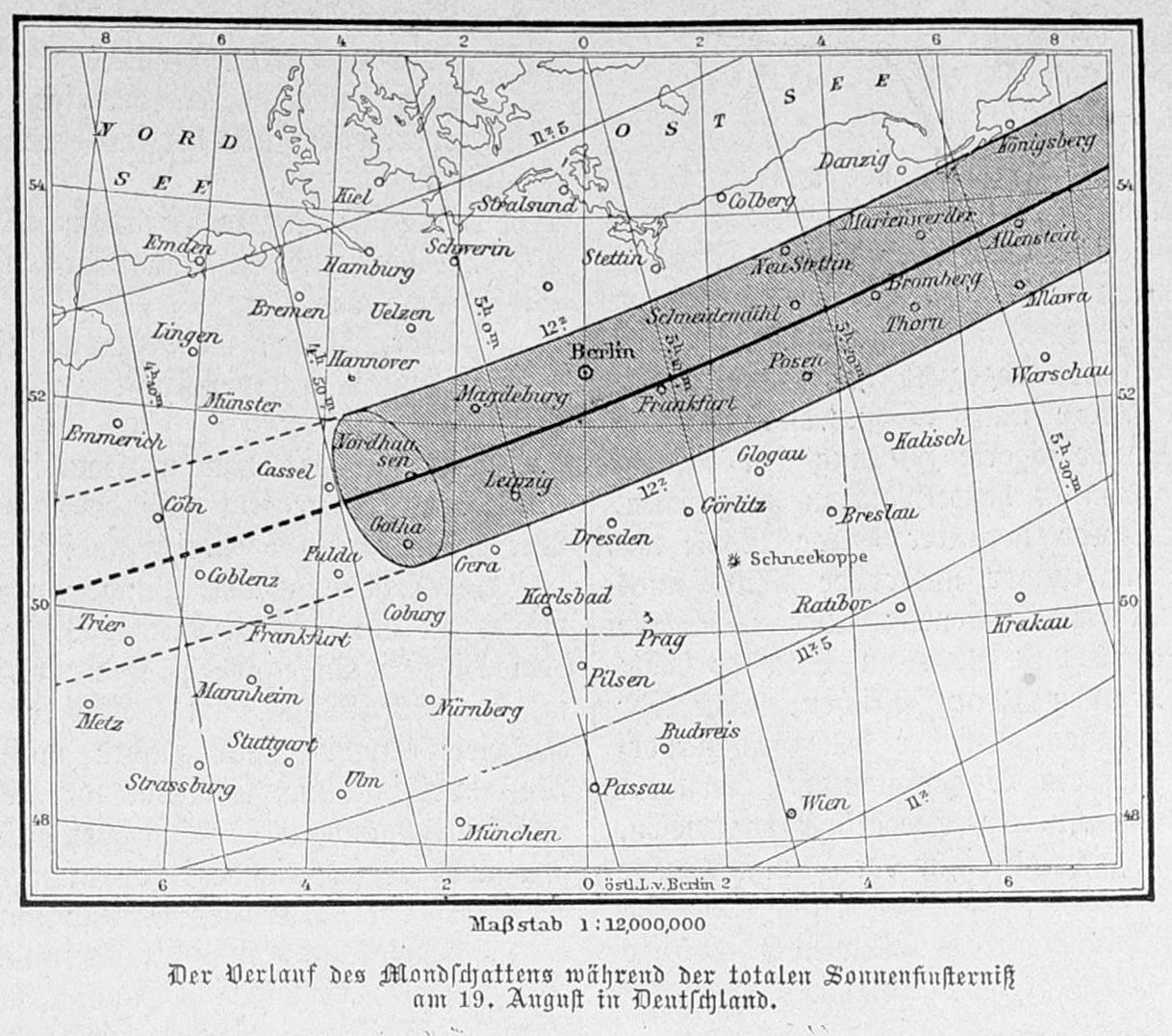
Karte der Sonnenfinsternis 1887
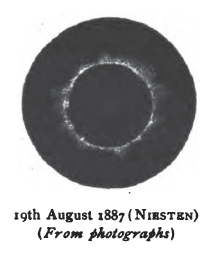
Sonnenfinsternis 1887